# ماهر الأسد
ماهر حافظ الأسد (ولد في 8 ديسمبر 1967) هو لواء وضابط عسكري سوري سابق، شغل منصب قائد الفرقة الرابعة المُدرعة في الجيش السوري. تُعتبر هذه الفرقة إحدى النُخب العسكريَّة الأساسيَّة، وشكلت مع المُخابرات العسكريَّة السوريَّة العمود الفقري لقوات الأمن في البلاد حتى انهيار نظام الأسد في عام 2024. ماهر هو الأخ الأصغر للرئيس السوري المخلوع بشار الأسد وعضو في اللجنة المركزيَّة لحزب البعث السوري.
برز ماهر كواحد من الشخصيات الأكثر نفوذًا في النظام خلال بداية الثورة السورية التي اندلعت عام 2011، حيث اعتبره البعض ثاني أقوى رجل في البلاد بعد شقيقه بشار. كان ماهر من المتشددين في التعامل مع المعارضة، وساند بشدة حملة القمع العنيفة ضد حركة ربيع دمشق. كما ورد اسمه في تقارير الأمم المتحدة كأحد المتورطين في تدبير مقتل رئيس الوزراء اللبناني رفيق الحريري.
أشرف ماهر على قمع الاحتجاجات في درعا، مما أدى إلى فرض عقوبات عليه من قبل الولايات المتحدة والاتحاد الأوروبي. عُرف ماهر بميله إلى إيران كحليف استراتيجي للنظام السوري، لا سيما خلال فترة الحرب الأهلية ومرحلة إعادة الإعمار، حيث فضّل تعزيز التعاون مع طهران على العلاقة مع موسكو. ومع ذلك، أفادت تقارير في عام 2021 بأنه كان جزءًا من تيار بعثي داخل النظام يدعو لإنهاء النفوذ الإيراني في سوريا لتعزيز العلاقات مع الدول العربية المجاورة.
لعب ماهر دورًا مباشرًا في إدارة عمليات الشبيحة، وهي ميليشيات شبه عسكرية متهمة بارتكاب جرائم طائفية ضد المدنيين السنة. كما تورط في قيادة شبكة دولية لإنتاج وتهريب المخدرات، حيث برز اسم الكبتاجون كأحد المواد التي أصبحت رمزًا لإمبراطورية المخدرات التي يديرها النظام السوري، والتي حققت مليارات الدولارات.
مع انهيار النظام في عام 2024 إثر هجمات المعارضة السورية، والتي أسفرت عن سقوط الحكومة وفرار بشار الأسد، أشارت تقارير إعلامية إلى أن ماهر فرّ إلى روسيا عبر العراق، بعد انهيار قواته وافتقاد النظام لدعمه الشعبي والعسكري.

## نشأته وتعليمه
وُلد ماهر في 8 ديسمبر 1967، وهو أصغر أبناء حافظ الأسد وأنيسة مخلوف. كان يبلغ من العمر سنتين عندما أصبح أبوه رئيسًا لسوريا، وهو مثل الأطفال الآخرين في عائلة الأسد، فقد نشأ بعيدًا عن الأضواء العامة وتلقى تدريبه في سوريا.
تلقى ماهر تعليمه الثانوي في أكاديمية الحرية ثم درس إدارة الأعمال في جامعة دمشق. بعد تخرجه من الجامعة التحق بالجيش مثل شقيقه الأكبر باسل الأسد.
عندما تُوفي باسل عام 1994 في حادث سيارة، ذُكر ماهر كخليفة مُحتمل لأبيه حافظ، ولكن في النهاية خلف بشار أباه بالرغم من افتقاره للخبرة العسكرية والطموح السياسي. خُمّن أن سمعة ماهر بصفته شخص حاد الطباع أثرت في القرار لصالح بشار.

## أنشطته التجارية
يدير ماهر الأسد عددًا من المشاريع التجارية المختلفة في لبنان مع ابن خاله رامي مخلوف. يرى صموئيل بار أن هناك انقسامًا بين الاثنين؛ لأن عائلة مخلوف تخشى أن تصبح كبش فداء لحملة دعائية لمُكافحة الفساد.
سيطر ماهر على موقع شام برس الإعلامي على الإنترنت لفترة من الوقت. في 23 مايو 2011، وقع الاتحاد الأوروبي عقوبات على توفير التمويل للحكومة التي سمحت بالعنف ضد المتظاهرين أثناء الاحتجاجات السورية. وَفقًا لمجلة فورتشن، فقد استفاد ماهر من عملية غسيل أموال بقيمة مليار دولار في بنك المدينة اللُبناني الذي انهار في عام 2003 في بداية حرب العراق. استُخدم البنك لغسيل أموال الرشاوي للمسئولين العراقيين وشركائهم في التلاعب غير المشروع ببرنامج النفط مقابل الغذاء التابع للأمم المتحدة، وقدرت مصادر المبلغ الذي تم تحويله وغسله عبر هذا البنك بأكثر من مليار دولار مع تخصيص عمولة بنسبة 25% لمسئولين سوريين وحلفائهم اللبنانيين، وكان من بين متلقي هذا الأموال ماهر شقيق الأسد.
تشير سجلات بنك المدينة إلى أنَّ خالد قدور مدير مكتب ماهر قد نُقِلَت له شقة في بيروت تُقدر بـ2.5 مليون دولار مجانًا، وهو تحويل يعتقد المحللون أنه كان يهدف إلى وضعها تحت سيطرة ماهر. ملف انهيار بنك المدينة برمته موجود في وزارة العدل اللبنانية عدا الأجزاء الرئيسية التي تورط ماهر، والتي لا تزال في البنك المركزي اللبناني لأن الناس يخشون أن يُقتلوا بسببها. في 23 يونيو 2011، فرض الاتحاد الأوروبي عقوبات على خالد قدور مدير مكتب ماهر بسبب تمويله للحكومة التي سمحت بالعنف ضد المُتظاهرين خلال الانتفاضة السورية كما فُرضت عقوبات مماثلة على رائف القوتلي، وهو شريك تُجاري آخر لماهر.

## مسيرته العسكرية
بعد وفاة باسل عام 1994، تولى ماهر قيادة كتيبة في الحرس الجمهوري، وقد أتاح له الوقت الذي قضاه كقائد كتيبة اكتساب خبرة عسكرية قيمة وبناء علاقات شخصية مع ضباطه. بعد وفاة والده عام 2000 رُقّي ماهر من رتبة رائد إلى عقيد. بعد ذلك أصبح ماهر قائدًا للحرس الجمهوري، والذي يتكون من 10 آلاف جندي يُقال إن ولاءهم مضمون من خلال حصتهم المُعتبرة من إيرادات حقول النفط في منطقة دير الزور كما أن ماهر بجانب ذلك أصبح قائد الفرقة الرابعة، والتي كانت ذات يوم تمثل سرايا الدفاع التي كان يقودها عمه رفعت الأسد.
في شهر يونيو عام 2000 انتُخب ماهر عضوًا في اللجنة المركزية في فرع سوريا الإقليمي التابع لحزب البعث، ومن ثم أصبح مؤثرًا في إقناع أخيه بشار خلال الشهور الأولى من حكمه بوضع حد للانفتاح الذي عُرف بربيع دمشق قصير العمر. بعد ذلك بثلاث سنوات، التقى ماهر الأسد في الأردن برجل الأعمال الإسرائيلي إيتان بنتسور المدير العام السابق بوزارة الخارجية الإسرائيلية، وعرض عليه إعادة فتح مفاوضات السلام مع إسرائيل دون شروط مسبقة، وقد رفض رئيس الوزراء الإسرائيلي أرئيل شارون هذا العرض.
غالبًا ما ظهر ماهر في العلن مع بشار، ويُقال إنه أحد أقرب مستشاريه. حدث تنافس بين ماهر وآصف شوكت -والذي كان زوج أخته بشرى الأسد ورئيس شعبة الاستخبارات العسكرية- على النفوذ في حكومة الأسد. عارض ماهر زواج آصف من أخته بُشرى، وسُجن شوكت عدة مرات حتى ينفصل عن بشرى. في أكتوبر 1999، ترددت شائعات بأنه أُطلق النار على آصف في بطنه أثناء مُشادة. نجا آصف، وقيل إنه أصبح بين الاثنين علاقات جيدة، وقيل إن بشار وماهر وآصف يشكلون الدائرة الداخلية للسلطة في حكومة الأسد.
ذُكر ماهر الأسد وآصف شوكت كلاهما في مسودة مُسربة لتقرير ميليس كمُشتبه بهما في مقتل رئيس الوزراء اللبناني الأسبق رفيق الحريري عام 2005، وبحسب المسودة فإن شاهدًا من أصل سوري مقيم في لُبنان يدعي أنه عمل لصالح المخابرات السورية في لبنان ذكر أنه بعد أسبوعين تقريبا من اعتماد قرار مجلس الأمن رقم 1559، فإن ماهر الأسد وآصف شوكت وحسن خليل وبهجت سليمان وجميل السيد قرروا اغتيال رفيق الحريري.
في عام 2008، كان ماهر مسؤولًا عن إخماد ثورة في سجن في صيدنايا حيث اختطف السجناء 400 جندي، وقد قتل 25 سجين من أصل 10 ألاف أثناء هذه الحملة. كانت لدى جماعات حقوق الإنسان مقاطع فيديو لم يتم التحقق من صحتها تزعم أنها تظهر ماهر وهو يلتقط صورًا بهاتفه لجثث السجناء المُمزقة بعد أعمال الشغب، وتزعم شقيقة زوجة ماهر مجد الجدعان، والتي تعيش في المنفى في واشنطن العاصمة أن الذي يظهر في الفيديو هو ماهر بالفعل. في عامي 2016 و2017 تضاربت التقارير حول رتبة ماهر إذا كان عميدًا أو لواءً.
في أبريل 2018، أصبح ماهر رئيسًا للفرقة الرابعة المدرعة السورية، وكان في السابق قائد الكتيبة 42 ضمن هذه الفرقة.

## الحرب الأهلية السورية
منذ بدء الانتفاضة السورية في 15 مارس 2011، لعبت قوات ماهر دورًا مُهمًا في قمع الاحتجاجات بالعنف في جنوب درعا ومدينة بانياس الساحلية ومدينة حمص ومحافظة إدلب الشمالية. ذكرت صحيفة لوس أنجلوس تايمز أن هناك مقاطع فيديو ادعى نشطاء ومراقبون أنها تظهر ماهر وهو يطلق الرصاص بنفسه على المتظاهرين العزل الذين كانوا يطالبون بإسقاط حكومة الأسد في برزة في دمشق. أفاد جنود منشقون تحت قيادة ماهر أنهم تلقوا أوامر من قبله باستخدام القوة المميتة ضد المتظاهرين العزل، وأفاد أحد القناصين المنشقين عن ماهر أنه أثناء الاحتجاجات في درعا تلقوا أوامر بالتصويب على الرأس أو القلب منذ البداية، وأنهم لم يخبروهم بأرقام محددة ليقتلوها ولكن طُلب منهم قتل أكبر عدد ممكن طالما كانت هناك احتجاجات.
صرح رئيس الوزراء التركي حينئذٍ رجب طيب أردوغان أن أفعال ماهر خلال الانتفاضة السورية اقتربت من «الوحشية»، وقد ضغط على بشار الأسد لإبعاد ماهر عن قيادة الجيش وإرسالة إلى المنفى. في 27 أبريل 2011، فرضت الولايات المتحدة عقوبات على ماهر لكونه مُسهلًا لانتهاكات حقوق الإنسان في سوريا. بعد أسبوعين في 10 مايو 2011، فرض الاتحاد الأوروبي عقوبات على ماهر لكونه المشرف الرئيسي على العنف ضد المتظاهرين خلال الانتفاضة السورية. أصدرت جامعة الدول العربية قائمة تحوي تسعة عشر مسئولًا سوريًا ممنوعًا من السفر إلى الدول العربية وجمدت أرصدتهم في باقي الدول العربية، من بينهم ماهر الأسد شقيق بشار، ورامي مخلوف ابن خاله بالإضافة لشخصيات عسكرية واستخباراتية.
أصبح دور ماهر الأسد أكثر أهمية بعد حادثة تفجير مبنى الأمن القومي السوري يوم 18 يوليو 2012، والتي أدت إلى مقتل وزير الدفاع داود راجحة، ونائبه آصف شوكت، ورئيس خلية إدارة الأزمة حسن تركماني، وهشام بختيار رئيس مكتب الأمن القومي في حزب البعث السوري. بعد حصار دام أربعة أيام من قبل قوات المعارضة في الفترة من 18 يوليو إلى 22 يوليو 2012، اجتاحت الفرقة الرابعة المدرعة بقيادة ماهر الأسد ثلاث مناطق يسيطر عليها المتمردون في دمشق.
في أغسطس 2012، قالت صحيفة الوطن السعودية أن بشار الأسد كان على استعداد للتنحي، وأن شقيقه ماهر فقد ساقيه في 18 يوليو 2012 في تفجير دمشق نقلاً عن نائب وزير الخارجية الروسي ميخائيل بوجدانوف، وقد نُفِيَت هذه المعلومات على الفور في وسائل الإعلام الروسية، فأصدرت الصحيفة مقطعًا صوتيًا للمحادثة المزعومة، ولكن قيل أن الصوت لا يشبه صوت ميخائيل بوجدانوف. ذكرت مصادر أخرى منها دبلوماسي غربي أنها سمعت أن ماهر فقد إحدى ساقيه.
ذكر تقرير في يوليو 2013 من مواقع موالية للنظام أن ماهر كان يقود القوات في مسرح عمليات حلب وحمص.

## العقوبات
في أبريل 2011، أصدر الرئيس الأمريكي باراك أوباما المرسوم التنفيذي رقم 13572 الذي يقضي بتجميد ممتلكات ماهر الأسد بسبب انتهاكات حقوق الإنسان والحملة الوحشية ضد المتظاهرين في سوريا.
في مارس 2023، فرضت الولايات المتحدة والمملكة المتحدة مزيدًا من العقوبات ضد ماهر الأسد وأفراد مقربين منه، إلى جانب عدد من تجار المخدرات، بسبب تورطهم في صناعة المخدرات في سوريا وتهريب الكابتاغون. واتهمت وزارة الخزانة الأمريكية ماهر الأسد والفرقة الرابعة المدرعة بتمويل "مخططات توليد الإيرادات غير المشروعة، التي تشمل تهريب السجائر والهواتف المحمولة إلى تسهيل إنتاج وتهريب الكابتاغون".
في أبريل 2023، فرض الاتحاد الأوروبي عقوبات على أفراد وشركات مرتبطة بماهر الأسد والفرقة الرابعة المدرعة بسبب جرائم الحرب والتعذيب وتسهيل تجارة المخدرات غير المشروعة في سوريا. وتم تصنيف نظام الأسد كالمسؤول الرئيس عن تسهيل تهريب الكابتاغون إلى الموانئ الأوروبية. وأوضح مستند العقوبات الصادر عن مجلس الاتحاد الأوروبي:
«الفرقة الرابعة المدرعة مسؤولة عن القمع العنيف للسكان المدنيين. كما تستفيد الفرقة الرابعة المدرعة من اقتصاد الحرب، خاصة تجارة الكابتاغون. أصبحت تجارة الكابتاغون نموذج عمل تقوده الحكومة، مما يثري الدائرة المقربة من النظام ويشكل شريان حياته»

## حياته الشخصية
ماهر متزوج من منال توفيق جدعان وهي من مدينة دير الزور ولديهما ابنتان وابن، وماهر مثل أخيه بشار متزوج من امرأة سنية خارج الطائفة العلوية. يصف من يعرف ماهر أنه شخص حاد الطباع وهذا لا يجعله حاكمًا فعالا. بالإضافة إلى ذلك تسبب ماهر في دفع شقيقة زوجته مجد الجدعان إلى مغادرة سوريا في أغسطس 2008 بسبب الخلافات المُستمرة.

### إشاعة وفاته
في 20 أغسطس 2012، ظهرت شائعات بأن ماهر الذي لم يُشاهد منذ تفجير دمشق في 18 يوليو 2012 مات مُتأثرًا بجراحه، وهذا بعد أن ذكرت شبكة آر تي أن مسؤولًا عسكريًا رفيع المستوى تُوفي في مستشفى في موسكو. بعد نشر هذا التقرير، أنكرت وسائل الإعلام الرسمية السورية صحة هذا التقرير. ادعى عضو من المجلس الوطني السوري الموالي للمعارضة أن أعضاء المجلس كانوا متأكدين بنسبة 100% من صحة هذا الخبر وأن ماهر هو المسؤول الذي تُوفي في موسكو.
مع ذلك، في 10 أكتوبر 2012، قال الصحفي السوري المُنشق عبد الله عمر لشبكة سي إن إن أن ماهر فقد ساقه اليسرى في القصف، وأصبح عاجزًا عن استخدام ذراعه اليُسرى.
نشر مذيع لُبناني صورة لماهر الأسد مع المطرب جورج وسوف تعود لشهر يونيو 2014 تؤكد أنه على قيد الحياة.